# Podosfairikos Athlītikos Omilos Atromītos Peiraiōs
Il Podosfairikos Athlitikos Omilos Atromitos Peiraia, conosciuto comunemente come P.A.O. Atromitos Pireo, o solo Atromitos Pireo, è una squadra di calcio greca con sede nel quartiere di Kaminia, nella città del Pireo (Attica).

## Storia
Il Podosfairikos Athlitikos Omilos Atromitos Piraeus venne fondato nel 1926 da un gruppo di appassionati, originari del quartiere popolare di Kaminia, nel Pireo. Prima della seconda guerra mondiale e durante l'occupazione tedesca, l'esistenza della squadra ha svolto un ruolo importante per lo sviluppo e il progresso del calcio dilettantistico.
In origine l'impianto di casa della squadra era lo stadio Karaiskakis, in seguito divenne lo stadio Proodeutiki.
Dalle leghe di calcio regionali del Pireo, la squadra è risalita fino a raggiungere la massima divisione greca, l'Alpha Ethniki, nella stagione 1960-1961. L'Atromitos Pireo ottenne la promozione in virtù della vittoria, nell'anno precedente, del titolo del Girone Sud della Beta Ethniki, giunta alla prima edizione.
La squadra termina la stagione 1960-1961 in ultima posizione e retrocede in Beta Ethniki, dove militerà continuamente fino alla stagione 1977-78, ottenendo sempre buoni piazzamenti finali ma non sufficienti per la promozione in prima divisione.
Nel 1981 fa ritorno in Beta Ethniki ma nelle successive due stagioni subisce due retrocessioni consecutive e finisce in Delta Ethniki, quarta divisione greca.
Dopo quasi trent'anni, nella stagione 2013-14, l'Atromitos Pireo torna in Gamma Ethniki. Nel 2015-16 però retrocede nuovamente in quarta serie.

## Palmarès

### Competizioni nazionali
- Beta Ethniki: 1

1959-1960